# AJ Tracey
AJ Tracey, pseudonimo di Ché Wolton Grant (Londra, 4 marzo 1994), è un rapper britannico.

## Carriera
Nel 2016 pubblica il singolo Thiago Silva certificato platino. Nel 2017 è stato candidato al Sound of... Nel 2018 pubblica Butterflies anch'esso certificato platino. L'8 febbraio 2019 pubblica il suo album di debutto AJ Tracey edito da Warner Records, con cui ha raggiunto il terzo posto nella classifica degli album del Regno Unito venendo certificato oro. Dal disco è stato estratto il singolo Ladbroke Grove che ha raggiunto il terzo posto nella classifica dei singoli del Regno Unito ed è stato certificato doppio platino. Nello stesso anno si esibisce al Primavera Sound. Agli inizi del 2020 intraprende una tournée a livello nazionale in Australia. Nel 2020 pubblica Rain che si piazza terzo nella classifica inglese e viene certificato oro. Nel 2021 pubblica il suo secondo album Flu Game, che include collaborazioni con Kehlani, Mabel T-Pain,  e Nav .

## Discografia

### Album
- 2019 - AJ Tracey
- 2021 - Flu Game
- 2025 - Don’t Die Before You’re Dead

### EP
- 2015 - The Front
- 2015 - Alex Moran
- 2015 - AJ's Stocking Filler
- 2016 - Lil Tracey
- 2017 - Secure the Bag!
- 2020- Secure the Bag! 2

### Compilation
- 2015 - Left Back

### Mixtape
- 2012 - Didn't Make the Cut
- 2014 - No More Looney